# Trnavské automobilové závody
La Trnavské automobilové závody (slovacco per Fabbrica di automobili  di Trnava) o TAZ è stata una delle imprese produttrici di automobili uscite dal gruppo Škoda. Si è sciolta nel 2008.

## Storia
Le origini della TAZ risalgono a una fabbrica metallurgica e di utensileria domestica fondata nel 1917 e impegnata, fra l'altro, nella realizzazione di lavatrici. La produzione automobilistica fu intrapresa nel 1964 per riallocazione produttiva parziale della Praga e della Tatra.
Nel 1973 furono trasferite a Trnava le prime produzioni di componenti per lo Škoda 1203, un furgoncino che dal 1968 veniva fabbricato nello stabilimento di Vrchlabí. L'intera produzione dello Škoda 1203 fu affidata a TAZ nel 1981 e continuò fino al 1999. Dopo la dissoluzione della Cecoslovacchia l'automezzo fu ribattezzato Škoda TAZ 1203, infine semplicemente TAZ 1203.

## Galleria d'immagini

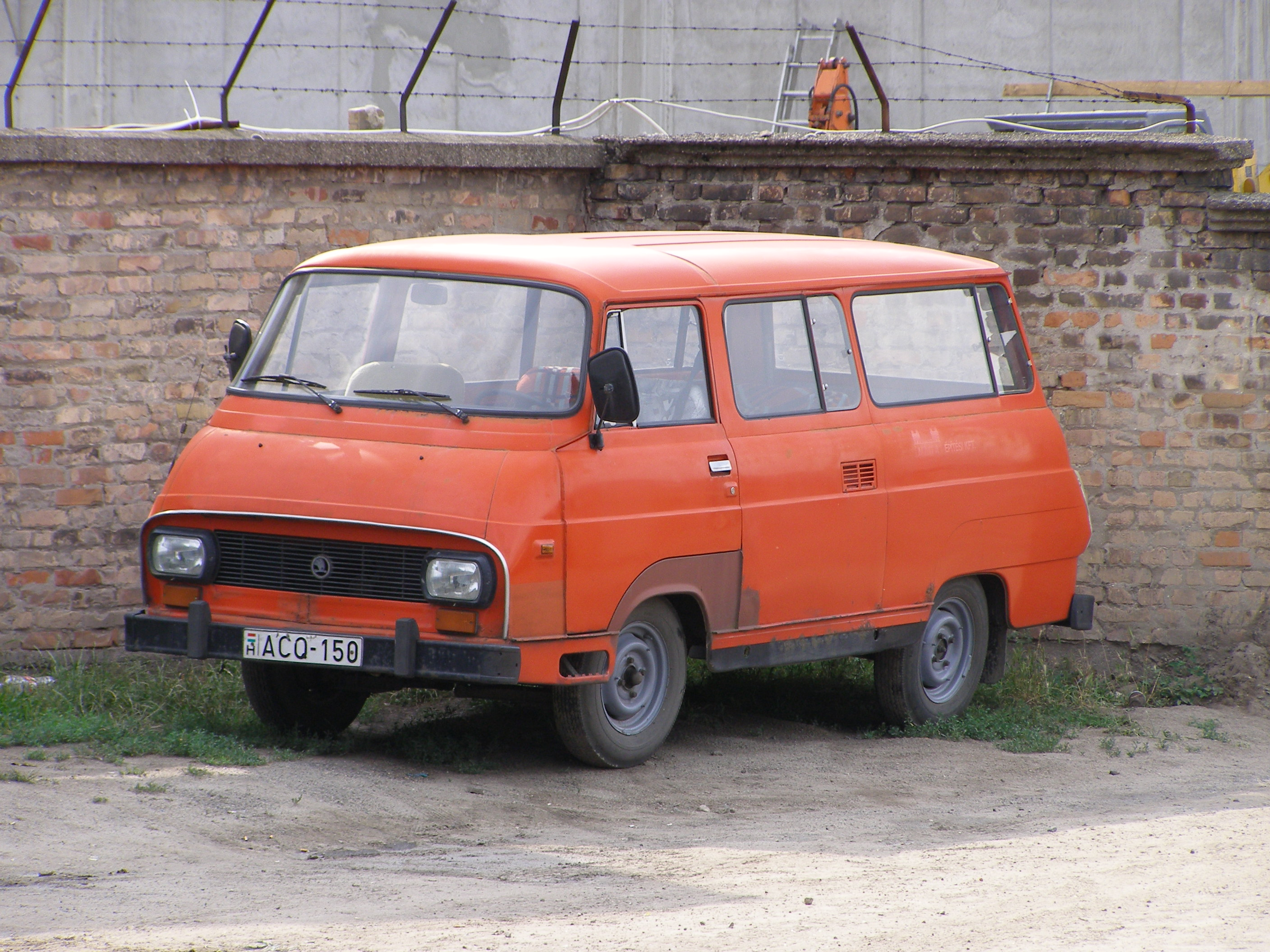
Škoda 1203
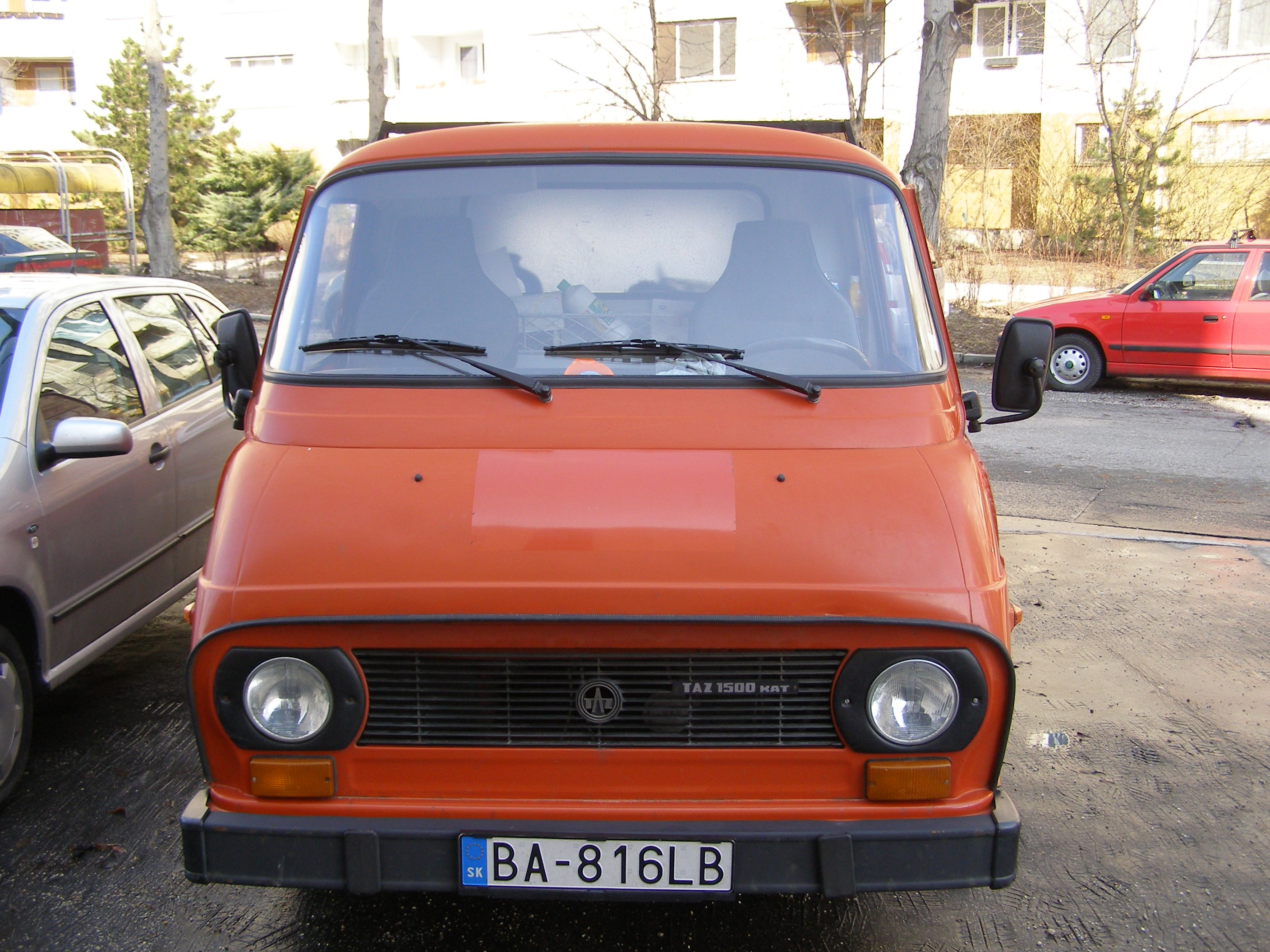
TAZ 1500
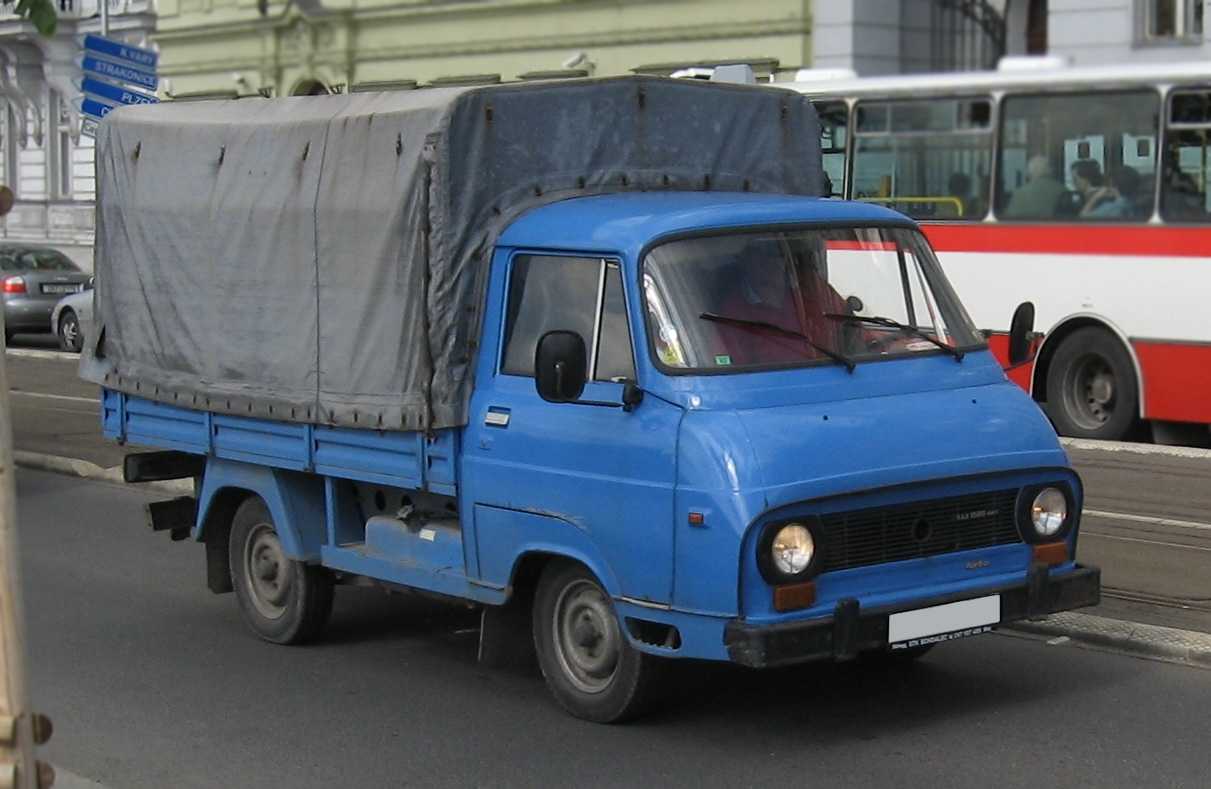
TAZ 1203